# 1937 في جمهورية أيرلندا
فيما يلي قوائم الأحداث التي وقعت خلال عام 1937 في جمهورية أيرلندا.

## سياسة

### تعيين في المنصب
- 29 ديسمبر – إيمون دي فاليرا تاوسيتش.
- 29 ديسمبر – شون ت أوكيلي تانيست.

## مواليد

### مايو
- 31 مايو – ماري أورورك سياسية أيرلندية.

### سبتمبر
- 26 سبتمبر – شون فالون سياسي أيرلندي.

## وفيات

### نوفمبر
- 5 نوفمبر – جاك ماك أوليف (مواليد 1866) ملاكم من الولايات المتحدة الأمريكية.